# Mali Szczerbaky
Mali Szczerbaky (ukr. Малі Щербаки) – wieś na Ukrainie, w obwodzie zaporoskim, w rejonie wasylowskim, w hromadzie Stepnohirśk. W 2024 liczyła 2 mieszkańców.